# Mariano Ordóñez García
Mariano Ordóñez García (Madrid, 8 de marzo de 1874-Madrid, 3 de junio de 1938) fue un abogado y político español, ministro de Gracia y Justicia, ministro de Hacienda y ministro de Marina durante el reinado de Alfonso XIII.

## Biografía

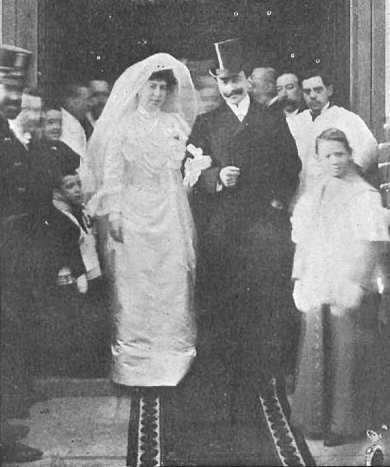
Boda en 1902 de Mariano Ordóñez con Paquita Romero, hija de Francisco Romero Robledo.

En 1902 contrajo matrimonio con Francisca Romero, una de las hijas del político Francisco Romero Robledo. Miembro del Partido Conservador, inició su carrera política en las elecciones de 1903 en las que resultó elegido diputado al Congreso por el distrito de Tuy (Pontevedra), escaño que volvería a obtener en los sucesivos comicios celebrados hasta 1923 (comienzo de la dictadura de Primo de Rivera).
Fue ministro de Gracia y Justicia en dos ocasiones: entre el 1 de septiembre de 1920 y el 13 de marzo de 1921 en el gobierno que presidió Eduardo Dato, y entre el 1 de abril y el 4 de diciembre de 1922 en un gabinete presidido por Sánchez Guerra.
También fue ministro de Hacienda entre el 7 de julio y el 14 de agosto de 1921 en un gobierno Allendesalazar, y ministro de Marina entre el 8 de marzo y el 1 de abril de 1922 en el ya citado gobierno Sánchez Guerra.